# Българска наука (списание)
 Тази статия е за онлайн списанието на Форум „Наука“.  За печатния орган на Съюза на учените в България вижте Наука (списание, 1991).  За литературното списание от 1881 до 1884 г. вижте Наука (списание, 1881).
Списание „Българска наука“ е научно списание, което се издава от сдружение „Форум Наука“ и „Българска наука ООД“ от 2005 г. Излиза всеки месец и се разпространява безплатно в интернет, като предлага на читателите си разнообразна информация върху различни теми.

## История
Идеята за научно списание „Българска наука“ се ражда през 2005 г., когато братята близнаци Петър и Росен Теодосиеви от Добрич, тогава още в X клас, създават сайт и правят първите си публикации. Много скоро към екипа се присъединяват ентусиасти от България и сънародници от чужбина, а популярността на инициативата расте.
Февруари 2017 г. излиза първият специализиран брой на списание „Българска наука“, посветен на астрономията. Идеята е да се събере най-доброто от определена рубрика и да се представи в самостоятелно или няколко издания.

## Екип
Главен редактор: Петър Теодосиев.
Редакционна колегия в състав: Проф. Николай Витанов, Проф. Ради Романски, дфн. Пламен Физиев, Доц. Илия Пенев, Доц. Валери Голев, Доц. Милен Богданов, Доц. Петър Голийски, Доц. Севдалина Турманова, Д-р Владимир Божилов, Д-р Мариана Стамова, Д-р Велислава Шуролинкова, Д-р Чавдар Черников, Д-р Нора Голешевска, Докторант Василена Кръстева, Докторант Павлина Иванова, Неделин Бояджиев, Радослав Тодоров, Красимир Иванчев, Росен Теодосиев.

## Тираж
Всеки месец списанието достига до над 100 000 читателя. През 2016 г. електронното списание има 10 броя и е изтеглено в PDF формат 1 328 470 пъти.

## Целева аудитория
Списанието покрива теми от различни сфери на науката: българска история, медицина, биология, физика, химия, математика, военно дело, космически технологии и др.